# IX Reunião Ordinária do Conselho do Mercado Comum
A IX Reunião Ordinária do Conselho do Mercado Comum ocorreu em dezembro de 1995, na cidade de Punta del Este.

## Participantes
Representando os estados-membros
- Fernando Henrique Cardoso
- Carlos Menem
- Julio María Sanguinetti
- Juan Carlos Wasmosy Monti

## Decisões
Na reunião, o CMC decidiu um programa de ação do Mercosul até o ano 2000.